# America’s Army
America’s Army – taktyczna gra FPS, wydana przez Armię Stanów Zjednoczonych, obrazująca bieżącą sytuację i wygląd armii amerykańskiej.
Pierwsza wersja gry została wydana 4 lipca 2002 roku. Gra jest swego rodzaju poradnikiem dla potencjalnego rekruta i jej celem jest zachęcenie ludzi do zaciągnięcia się do wojska amerykańskiego. Zbudowano ją na silniku Unreal. Wyposażona jest w symulator zjawisk fizycznych o nazwie Karma.

## Wydania
America’s Army jest dostępna za darmo w wersji na PC. America’s Army zostało również wydane jako komercyjne tytuły ze zmienionymi zasadami rozgrywki na konsole PlayStation 2, Xbox, Xbox 360, komórki oraz automaty. Silnik wersji na komputery osobiste jest dodatkowo używany w celach wojskowych – szkoleniu i treningu żołnierzy US Army.
Od wersji 2.0 powstały nowe mapy tzw. misje Special Forces, gdzie można wcielić się w żołnierza jednostek specjalnych.
Obecnie gra nie jest już rozwijana na platformę systemu Linux i Macintosh (ostatnim numerem wersji jest 2.5), jak również Windows (ostatnim numerem wersji jest 2.8.5). W dniu 18 grudnia 2011 roku doszło zaś do wyłączenia systemów autoryzacji i statystyk. Gra jest jednak wciąż dostępna a rozgrywka prowadzona na niej odbywa się w trybie Free-Play bez naliczania punktów honoru.

## Rozgrywka
Jedną z czołowych wartości, wyznawanych w US Army, jest honor. W grze ma on swoje odzwierciedlenie w postaci punktów honoru, które zdobywamy prowadząc rozgrywkę na specjalnych serwerach oficjalnych. Najniższa z możliwych wartości tego wskaźnika to 1, z kolei najwyższa to 99. Każdy nowy gracz rozpoczyna grę z Honorem równym 10. Na każdy poziom Honoru składa się kilkaset lub kilka tysięcy punktów Honoru. Punkty honoru żołnierza rosną i maleją, w zależności od działań w trakcie gry. Gracz, który posiada najwyższy honor w drużynie, ma większą szansę otrzymania preferowanej broni, choć bardzo dużą rolę odgrywa też liczba punktów zdobytych w trakcie meczu.
Śledzenie dokładnych statystyk takich jak stosunek zabójstw do śmierci, liczba rozegranych godzin na serwerach możliwe jest po zalogowaniu się na swoje konto na stronie oficjalnej oraz od wersji 3.0 w ekranie tytułowym gry.

## America’s Army 3
17 czerwca 2009 roku została wydana kolejna odsłona America’s Army oznaczona numerem 3.0. America’s Army 3 to zbudowana od podstaw na silniku Unreal 3 gra mająca na celu rekrutację amerykańskiej młodzieży do Armii Stanów Zjednoczonych. Gra posiada m.in. nową szatę graficzną, odwzorowanie fizyki, dźwięku, a także klienta VOIP (Teamspeak 3). Bezpośrednio po premierze AA 3.0 prowadzenie normalnej rozgrywki było praktycznie niemożliwe z powodu ogromnej liczby chętnych, przez co doszło do przeciążenia serwerów autoryzacyjnych (odpowiedzialnych za tworzenie statystyk gracza) oraz ujawnionych błędów gry. Ogromnym zaskoczeniem było również zamknięcie studia DEV-ów mieszczącego się w Emeryville w Kalifornii co w praktyce oznaczało zwolnienie prawie wszystkich projektantów projektu AA. Ich zadania przejęli wojskowi pracownicy Redstone Arsenal w stanie Alabama. Prowadzone są również intensywne prace programistyczne mające na celu wyeliminowanie błędów oraz optymalizację kodu gry, tak aby każdy gracz bez przeszkód mógł korzystać z rozrywki sieciowej. Obecna wersja trzeciej części oficjalnej gry Armii USA to 3.2.

## America’s Army i rekordy Guinnessa
W opublikowanym w roku 2009 Gamers Bible, a więc Księdze Rekordów Guinnessa poświęconej tematowi gier komputerowych, America’s Army zwyciężyło aż w pięciu konkurencjach:
- największa wirtualna armia
- najchętniej ściągana gra wojenna
- największy przenośny symulator
- najwięcej spędzonych przez graczy godzin przy strzelance sieciowej
- pierwsza militarna strona, która wspiera grę komputerową

## Budżet projektu[5]
| Rok   | Kwota (w mln USD) |
| 2000  | 3,5               |
| 2001  | 5,6               |
| 2002  | 1,862             |
| 2003  | 2,6               |
| 2004  | 3,866             |
| 2005  | 1,288             |
| 2006  | 4,05              |
| 2007  | 2,788             |
| 2008  | 3,887             |
| 2009  | 3,395             |
| Razem | 32,836            |